# Wilhelm al IV-lea de Jülich (conte)
Willem al IV-lea (n. cca. 1210 – d. 16 martie 1278) a fost duce de Jülich de la 1219 până la moarte.
El a fost fiul și moștenitorul contelui Willem al III-lea de Jülich și al Matildei de Limburg, fiică a ducelui Waleran al III-lea de Limburg.
Tatăl său participase la Cruciada a cincea din 1217, murind la asediul Damiettei din 1218. Willem i-a succedat în poziția de conte de Jülich sub protecția unchiului său, Eberhard de Hengenbach.  În deceniile următoare, el a extins mult teritoriul comitatului său. În 1234 el a participat la bătălia de la Altenesch împotriva frizonilor și a fost numit administrator imperial de Konzen și Aachen, protector de Kornelimünster și al posesiunilor abației de Essen de pe malul stâng al Rinului. De asemenea, el a dobândit fiefurile imperiale de Sinzig, Hengenbach-Heimbach, Merzenich, Thürnich, Düren și Bardenberg, dublând practic posesiunile comitatului de Jülich.
Către 1240, expansiunea teritorială a lui Willem al IV-lea a condus la un conflict asupra părții răsăritene a teritoriului său cu arhiepiscopul de Köln. Willem a fost un susținător loial al casei de Hohenstaufen, fapt care l-a transformat într-un adversar neînduplecat al arhiepiscopului de Köln Conrad de Hochstaden, în timpul căruia au avut loc multe dispute. Ca rezultat al moștenirii asupra Hochstander, Willem a obținut părți din Münstereifel, fapt care l-a adus și mai aproape de principalul său adversar, arhiepiscopul. În 1242, în bătălia de la Lövenich, Willem l-a capturat pe Conrad, constrângându-l să confirme stăpânirea sa asupra fiefurilor din apropiere de Köln. În 1262, împreună cu contele Engelbert I de Mark, Willem a venit în sprijinul cavalerilor teutoni în cadrul asediului asupra Königsbergului. Apoi, în bătălia de la Zülpich din 1267, el l-a capturat pe arhiepiscopul de Köln, Engelbert al II-lea de Falkenburg, ținându-l prizonier în castelul de la Nideggen până în 1270/1271, silindu-l din nou să recunoască fiefurile sale din regiune. Ca rezultat al acestei acțiuni, Willem a sfârșit prin a fi excomunicat de către papa Clement al IV-lea între 1268 și 1270.
Willem l-a sprijinit pe Richard de Cornwall pentru a deveni rege al romanilor, Richard confirmând toate fiefurile imperiale ale lui Willem. De asemenea, el i-a acordat sprijin regelui Franței Ludovic al IX-lea cel Sfânt împotriva regelui Alfonso al X-lea al Castiliei în 1267/1277. El s-a îndreptat și împotriva Gelderlandului, Cleves și Heinsberg.
În noaptea de 16 martie 1278, care a devenit cunoscută ca Gertrudisnacht ("Noaptea Sfintei Gertruda"), Willem, împreună cu fiii săi Willem și Roland, a intrat în orașul Aachen pentru a strânge taxele pentru regele Rudolf I de Habsburg. A avut loc o răzmeriță, iar Willem și fiii săi au fost asasinați. Orașului Aachen i s-a ordonat apoi să plătească o compensație uriașă către văduva lui Willem.

## Familie și copii
Prin contractul din 12 martie 1237, Willem a fost logodit cu Margareta de Geldern, fiică a contelui Gerard al III-lea de Geldern și a Margaretei de Brabant. Cele mai multe surse converg spre ideea că Margareta a fost mama primului copil al lui Willem, însă nu există evidență că această căsătorie ar fi fost consumată vreodată. În continuare, se știe că Willem a fost căsătorit cu sora Margaretei, Richarda (n. cca. 1215 – d. 1293/1298), înainte de ianuarie 1250, deși nu există vreo evidență a vreunei dispense papale care să fi fost solicitată pentru căsătoria lui Willem cu sora primei sale soții. Astfel, este posibil ca Richarda să fi fost mama tuturor copiilor lui Willem. Ei au avut împreună 11 copii, la care se adaugă bastardul Roland, asasinat alături de tatăl său în timpul răzmeriței de la Aachen.
1. Matilda (n. cca. 1238 – d. înainte de 1279), căsătorită în 1258 cu contele Ioan de Looz
2. Margareta (n. cca. 1240 – d. 12 octombrie 1292/93), căsătorită în 1261 cu contele Dieter al III-lea de Katzenelnbogen
3. Willem (n. cca. 1240 – d. 16 martie 1278), asasinat alături de tatăl său la Aachen; căsătorit cu Maria de Flandra, fiică a contelui Guy de Flandra cu Matilda de Béthune; ei au avut un fiu, Willem de Jülich cel Tânăr.
4. Richarda (n. cca. 1243 – d. după 1291), căsătorită înainte de 1265 cu contele Wilhelm de Salm
5. Waleram (n. 1240/1245 – d. 1297), succesor în comitatul de Jülich
6. Otto (n. cca. 1245 – d. după 1283), arhidiacon la Liege din 1282
7. Gerard (n. înainte de 1250 – d. 1328), devenit mai târziu conte de Jülich
8. Ecaterina (n. cca. 1250 – d. după 1287), căsătorită înainte de 1273 cu Ioan de Arberg
9. Petronilla (n. cca. 1255 – d. după 1300), căsătorită înainte de 1276 cu contele Ludovic de Arnsberg
10. Blanchefleur (n. cca. 1255 – d. după 1330), căsătorită înainte de 1277 cu contele Henric de Sponheim
11. Mechtilda (n. cca. 1255 – d. după 1287)